# Synode van Tours
De Synode van Tours was een van de vijf synodes die Karel de Grote in het jaar 813 uitschreef. Naast Tours waren dat  Mainz, Reims, Chalon en Arles. Doel van de synodes was om het kerkelijk leven te verbeteren. Met name de kerkelijke tucht diende geïntensiveerd te worden en lokale penitentiaria moesten worden aangepast aan het canoniek recht.
De synode pleitte voor het gebruik van de volkstalen in de prediking. Deze talen werden omschreven als rustica Romana lingua aut theotisca. Door deze vermelding werd erkend dat er een groot verschil was ontstaan tussen het kerkelijk Latijn en het gevulgariseerde Latijn van de plattelandsbevolking, dat als "Romaanse taal" werd omschreven. De synode van Tours wordt daarom ook wel genoemd als het geboorteuur van de Romaanse talen.